# 坂東拓
坂東 拓（ばんどう たく、男性、1992年5月23日 - ）は、香川県高松市出身のバスケットボール選手である。身長183cm、体重80kgで、ポジションはシューティングガード。
U-15、U-18日本代表経験を持ち、筑波大学在籍中の2013年にはU-24日本代表にとしてユニバーシアードに出場した。

## 来歴
高松市の円座ミニバスに所属し、全国ミニバスケットボール大会で準優勝。
香東中学校時代に出場した全国中学校バスケットボール大会でベスト16に進出。1試合53得点の記録を作り、得点王となった。
高校は北陸高校に進学し、第41回全国高等学校バスケットボール選抜優勝大会で優勝した。
2010年には筑波大学に進学、3年次となる2013年にはユニバーシアード代表に選出される。4年次の2014年には全日本大学バスケットボール選手権大会の優勝メンバーとなった。
大学卒業後は当時の日本のトップリーグであったNBLやbjリーグには進まず、三井住友銀行に就職し、社会人実業団リーグで競技を続けた。
2016-17シーズン途中となる2017年1月、出身地の香川県に本拠地を置き、北陸高校時代の監督だった津田洋道が監督を務める香川ファイブアローズと選手契約を結び、プロ選手となる。このシーズン、坂東は先発出場25を含む32試合に出場し、1試合平均の出場時間22.5分、得点8.7の記録を残した。
2017-18シーズンはB1の京都ハンナリーズへ移籍。2018年3月11日の滋賀レイクスターズ戦では、怪我で欠場したチームの主力綿貫瞬に代わって16分間出場し、9得点を挙げる。このシーズンはレギュラーシーズン60試合中42試合に出場したが、1試合平均の出場時間は6.8分に減少した。
2018-19シーズンに向け京都は坂東との契約を更新したが、2018年8月30日、坂東は窃盗の現行犯で逮捕され、翌31日にも別の窃盗の疑いで再逮捕された。坂東はいずれの事件も容疑を認め、これを受けハンナリーズは9月4日、選手契約を解除した。同年10月25日に懲役1年2ヶ月執行猶予3年の有罪判決が下され、これによりハンナリーズはBリーグから制裁金100万円の処分がなされた。　

## 記録
| シーズン   | チーム | GP | GS | MPG  | FG%  | 3P%  | FT%  | RPG | APG | SPG | BPG | TO  | PPG |
| ---------- | ------ | -- | -- | ---- | ---- | ---- | ---- | --- | --- | --- | --- | --- | --- |
| B2 2016-17 | 香川   | 32 | 25 | 22.5 | .363 | .350 | .714 | 2.2 | 1.0 | 0.6 | 0.1 | 0.7 | 8.7 |
| B1 2017-18 | 京都   | 42 |    | 6.8  | .278 | .305 | .667 | 0.6 | 0.5 | 0.3 | 0.0 | 0.5 | 1.7 |

## 日本代表歴
- U-18日本代表
- 平成25年度男子ユニバーシアード日本代表[13]